# 稻船敬二
稻船敬二（1965年5月8日—）是日本的遊戲創作者，人物設計師。株式会社Comcept以及Intercept执行董事。在中文圈常被誤稱為洛克人之父，但實際上稻船敬二在初代洛克人遊戲中僅負責部份人物設定，僅為四位初代洛克人人物設定者之一（而真正的「洛克人之父」是北村玲而非稻船敬二）。有關洛克人之父的謬傳，來源已不可考。稻船敬二退出卡普空後的代表作為《麥提9號》、《忍者外傳YAIBA》與《核心機群》等，其中又以《麥提9號》最廣為人知。

## 生平
稻船敬二出生于大阪府岸和田市。1987年，22岁的稻船敬二进入卡普空，担任图像设计师。第一款参与的游戏是《街头霸王》。後來參與製作洛克人讓稻船在業界聲名鵲起。
2010年10月，稻船敬二宣布从卡普空辞职。
同年12月，稻船敬二成立游戏公司：株式会社comcept。
2013年，稻船敬二以《洛克人》精神續作的遊戲《麥提9號》，在Kickstarter上進行眾籌，最終成功獲得了約380萬美元的籌款。
2016年，《麥提9號》在多次延期後正式發售，但眾多BUG與不理想的內容設計遭到空前批評，被認為是比起集資更少的獨立小品遊戲還不如的糞作，不論消費者或業界都很訝異經驗老到的稻船竟會做出如此負評如潮的爛遊戲。稻船想以《麥提9號》挑戰洛克人的計畫徹底失敗，更讓自己的一世英名徹底掃地。承諾發售的掌機版也依然持續跳票中，同時一部份的PSV版序號已同捆售出，玩家至今依然無法兌換遊戲，讓不少玩家認為該遊戲不只製作不理想甚至有詐欺之嫌，稻船敬二的人格亦遭到質疑。雖然官方一度澄清掌機版的製作還在繼續，但遊戲發售已過數年都毫無消息，官方從此也不再有其他表示。同時歐洲任天堂頁面也已將《麥提9號》3DS版的待發售頁面移除，該作品的掌機版發售機會更顯渺茫。
2017年6月，稻船敬二所屬的comcept被Level-5收購成為子公司，並變更名稱為Level-5 comcept，並承諾原公司（comcept）會繼續將剩餘作業（包含掌機版麥提9號在內完成），但後續情形目前為止並無下文。
2025年3月3日，Level-5總裁日野晃博在官方開發部落格中透露，稻船敬二已於2024年從子公司Level-5 comcept離職。稻船隨後進入Rocket Studio，成為執行董事。

## 作品

### 卡普空时期
- 洛克人系列
  - 洛克人：角色設計
  - 洛克人2：威利博士之謎：角色設計
  - 洛克人3：威利博士的末期！？：角色設計、輔助企劃
  - 洛克人4：新的野心！！：企劃、企劃製造
  - 洛克人5：布魯斯的陷阱！？：物件設計、建議
  - 洛克人6：史上最大戰爭！！：物件設計
  - 洛克人7：宿命的對決！：物件設計
  - 洛克人8：金屬英雄們：製作
  - 洛克人與佛魯迪：製作
  - 洛克人9：野心的復活！！：製作
  - 洛克人10：來自宇宙的威脅！！：製作
  - 洛克人洛克人：執行製作人
- 洛克人X系列
  - 洛克人X：角色設計
  - 洛克人X2：角色設計
  - 洛克人X3：角色設計
  - 洛克人X4：製作
  - 洛克人X5：劇本情節提供
  - 洛克人X7：特別感謝
  - 洛克人X8：特別感謝
  - 反亂獵人X（イレギュラーハンターX）：執行製作人
- 洛克人DASH系列：製作
- 洛克人EXE系列：製作
- 洛克人Zero系列：製作
- 洛克人ZX系列：製作
- 流星之洛克人系列：製作
- 鬼武者系列
  - 鬼武者：製作
  - 鬼武者2：製作
  - 鬼武者3：製作
  - 鬼武者 無賴傳：製作
- DEAD RISING系列
  - 死亡復甦：製作
  - 死亡復甦2：製作
- LOST PLANET系列
  - 失落的星球：極限狀態：執行製作人
  - 失落的星球2：執行製作人
- 職業棒球?殺人事件!：平面設計
- 唐老鴨俱樂部
- CAPCOM 巴塞羅那'92：設計師
- 火焰氣息（ブレスオブファイア）：物件設計
- 薩爾達傳說：不可思議的帽子：製作
- 羅馬之影（シャドウ オブ ローマ）：製作
- 生化危機4（PS2版）：執行製作人
- 生化危機5：執行製作人
- 魔物獵人3：執行製作人

### 株式会社comcept时期
- 超次元戰記 戰機少女（超次元ゲイム ネプテューヌmk2）：作為協作參加
- バクダン★ハンダン（バクダン★ハンダン）：協力
- Yaiba：忍者龙剑传Z（Yaiba: Ninja Gaiden Z）：製作人
- 闇魂獻祭（ソウル・サクリファイス）：執行製作人
- 大叔鸡蛋（おっさん☆たまご）
- 无敌9号：首席製作人
- 蒼藍雷霆 鋼佛特：執行製作人（僅為協力性質）
- 蒼藍雷霆 鋼佛特 爪：執行製作人（僅為協力性質）
- 红烬（Red-Ash）：制作人

## 外部連結
- （日語）稻船敬二個人部落格 （页面存档备份，存于）
- （日語）株式会社 comcept （页面存档备份，存于）
- （日語）株式会社 intercept